# علي بولبدة
علي بولبدة (من مواليد 21 أغسطس 1980 سوق أهراس) لاعب كرة القدم جزائري دولي.

## مع الأندية
في 16 يناير 2011 وقع نادي بلبدة عقدا لمدة 18 شهرا مع نادي اتحاد العاصمة الجزائري. ومع ذلك، في يوليو 2011 ، فسخ العقد، حيث شارك في 9 مباريات فقط خلال فترة وجوده مع النادي.

## المشوار الدولي
وكان أول ظهور لبولبدة مع المنتخب الجزائري في 3 يونيو 2000 كبديل في الدقيقة 78 في مباراة ودية 4-0 ضد غينيا. جاءت مباراته الثانية بعد ست سنوات، في 3 سبتمبر 2006، ضد نفس الفريق الغيني في تصفيات كأس الأمم الأفريقية 2008 التي انتهت بالتعادل 0-0. وتأهل بولبدة للمباراة في الدقيقة 90. جاءت مباراته الأخيرة في مباراة ودية ضد بوركينا فاسو في 15 نوفمبر 2006، في لوين بفرنسا. وكان بولبدة بديلًا مرة أخرى حيث دخل في الدقيقة 70 لكن الجزائر خسرت المباراة 2-1.

## روابط خارجية
- علي بولبدة على موقع رابطة كرة القدم الفرنسية للمحترفين (الإنجليزية)
- علي بولبدة على موقع قاعدة بيانات كرة القدم.إي يو (الإنجليزية)
- علي بولبدة على موقع ناشيونال فوتبول تيمز (الإنجليزية)